# 横須賀歌麻呂
横須賀 歌麻呂（よこすか うたまろ、1973年10月2日 - ）は、日本のピン芸人。静岡県沼津市出身。事務所には属さない。
下ネタ一筋の芸風で、「地下芸人の帝王」、「下ネタ界の吟遊詩人」と呼ばれる。
お笑いライブのチラシやSNSなどでファンや近い芸人仲間からも「横須賀歌麿」や「横須賀歌麿呂」などと漢字を間違われることがすごく多い。

## 人物
東京都を中心に活動する地下芸人。
最初は地元の友人とコンビを組んで活動。
学生時代はクラスの人気者タイプだったが、お笑いの世界に入ったところ猛者だらけで、強烈なキャラクターを作らなければならないと思い知る。その結果、下ネタを連発するチンピラという芸風にたどり着いた。
子供の頃自作の漫画を描いていたほど絵を描くことが得意で、オリジナルグッズの手ぬぐいや自らの単独ライブのチラシなどのイラストも自らが描いている。
2004年ごろから交流がある大塚恭司は、あらゆる要素を盛り込んだ完成度の高い下ネタを言う芸人だと評価している。また大塚によれば2013年1月当時でファンは推定40-50人であった。
2019年には横須賀の半生を描く映画『東京アディオス』が公開され、本人役で主演。監督は大塚が務めた。
横須賀が親に土下座して得た借金300万円で製作に5年かけて、2022年11月25日に横須賀が企画・原案・脚本(共同)・主演した映画『YARIMAN HUNTER』が公開される。

## 出演

### テレビ
- 人類滅亡と13のコント集 第11話「天変地異」（2005年）
- ケンコバのバコバコテレビ（2016年）

### 映画
- 東京アディオス（2019年、プレシディオ）
- YARIMAN HUNTER（2022年公開、モダンフリークス）[7]
  - 企画・原案・脚本・主演を横須賀歌麻呂が務めた。
  - 監督・脚本・製作 : 福田光睦。
  - 主演 : 横須賀歌麻呂、範田紗々
  - 出演 : 鳥居みゆき、元氣安、リカヤ・スプナー、セクシー川田、にしくん、石丸元章、なべやかん、晶エリー、井手らっきょ、藤原光博（リットン調査団）、乱一世、BBゴロー、康芳夫、 宍戸レイ、有奈めぐみ、白玉あも、チクタクバンバン(トリプルレッドカード)、夜羽エマ、三代目葵マリー、佐々木孫悟空、ゆきおとこ、nao(首振りDolls)、八幡カオル、TOCANA編集部（みーすー、わーさお、はらしの）、さいゆ〜き、村田らむ、見た目が邦彦、櫻井市長(西麻布ヒルズ)、蛾野正洋、銀座ポップ、流血ブリザード他多数。
  - 題字 : 平田弘史[8][9]。音楽 : 汐華千彩人。

### DVD
- 『CODE NAME YARI-MAN』（2012年6月1日、MF-001）